# Завиша (футбольный клуб)
«Зави́ша» (пол. Zawisza) — польский футбольный клуб из города Быдгощ, выступавший в Экстраклассе. Назван в честь средневекового рыцаря Завиши Чёрного. Помимо футбольной команды, клуб образуют атлетический, боксёрский, гребной, гимнастический, стрелковый и парашютный разделы.

## История
Завиша взяла Кубок Польши в сезоне 2013-14, 6-5 по пенальти после нулевых 120 минут против Заглембе  и Суперкубок Польши, и получили квалификацию в отборочном раунде Лиги Кубок УЕФА. 
После того, как клуб занял 5-е место в 2015-16-16 годах, он не получил лицензию на следующий сезон из-за финансовых проблем и распущен. Восстановленный клуб SP Zawisza начал сезон 2016-17 в Класе B, группа Быдгощ III, которая находится в 8-м ярусе польского футбола.

## Достижения
- Обладатель Кубка Польши: 2013/14
- Обладатель Суперкубка Польши: 2014

## «Завиша» в еврокубках
Данные на 25 марта 2022 года
| Сезон     | Tурнир          | Раунд    | Соперник          | 1 матч | 2 матч |
| --------- | --------------- | -------- | ----------------- | ------ | ------ |
| 1993      | Кубок Интертото | Группа 1 | «Рапид»           | 1 : 1  | -      |
|           |                 | Группа 1 | «Хальмстад»       | 1 : 2  | -      |
|           |                 | Группа 1 | «Брондбю»         | 6 : 1  | -      |
|           |                 | Группа 1 | «Янтра» (Габрово) | 0 : 0  | -      |
| 2014/2015 | Лига Европы     | 2Р       | «Зюлте-Варегем»   | 1 : 2  | 1 : 3  |

- Домашние игры выделены жирным шрифтом